# Колібрі-сильф королівський
Колі́брі-си́льф королівський (Aglaiocercus kingii) — вид серпокрильцеподібних птахів родини колібрієвих (Trochilidae). Мешкає в Андах. Вид названий на честь британського адмірала і дослідника Філліпа Паркера Кінга

## Опис

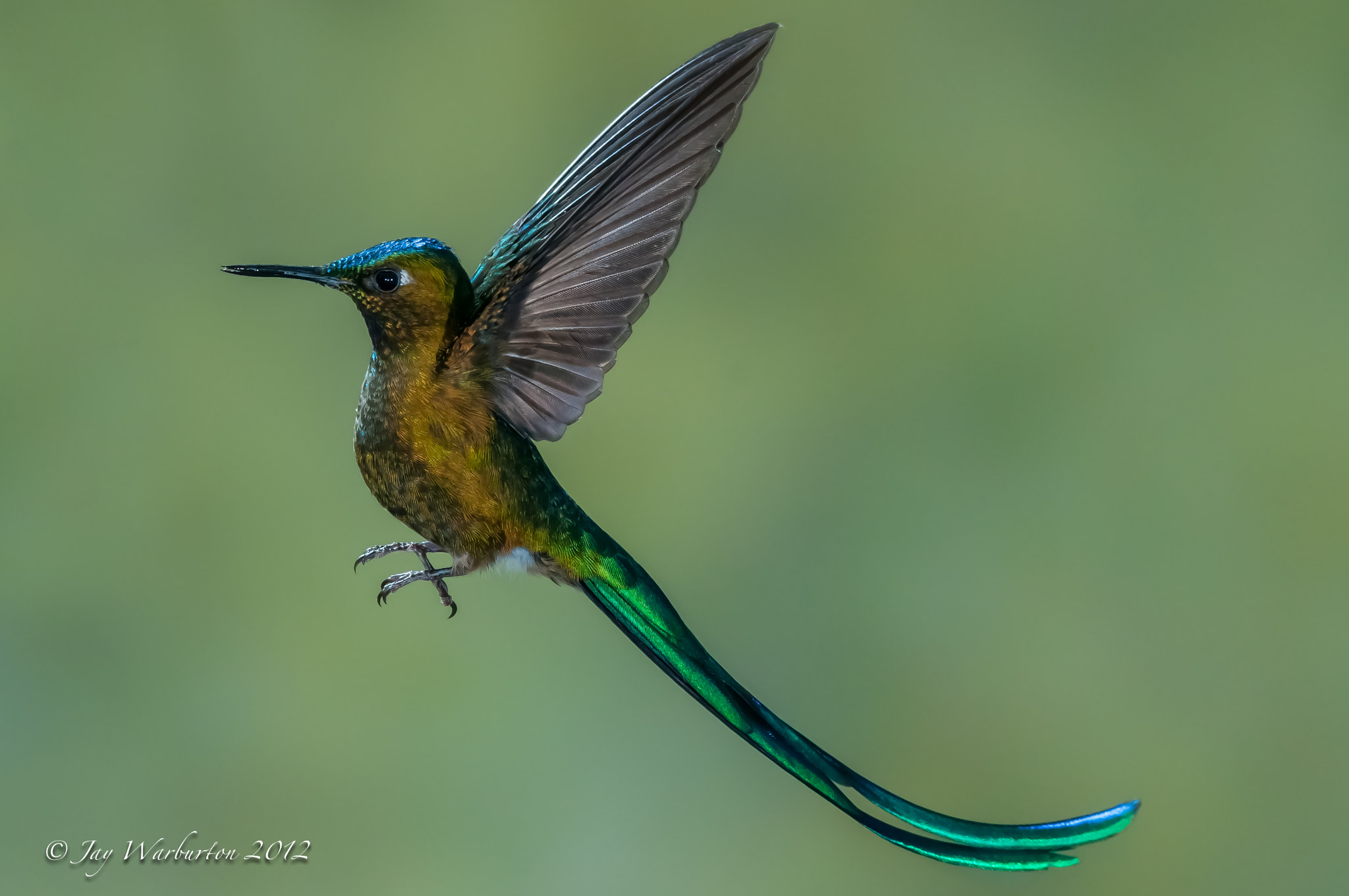
Самець королівського колібрі-сильфа

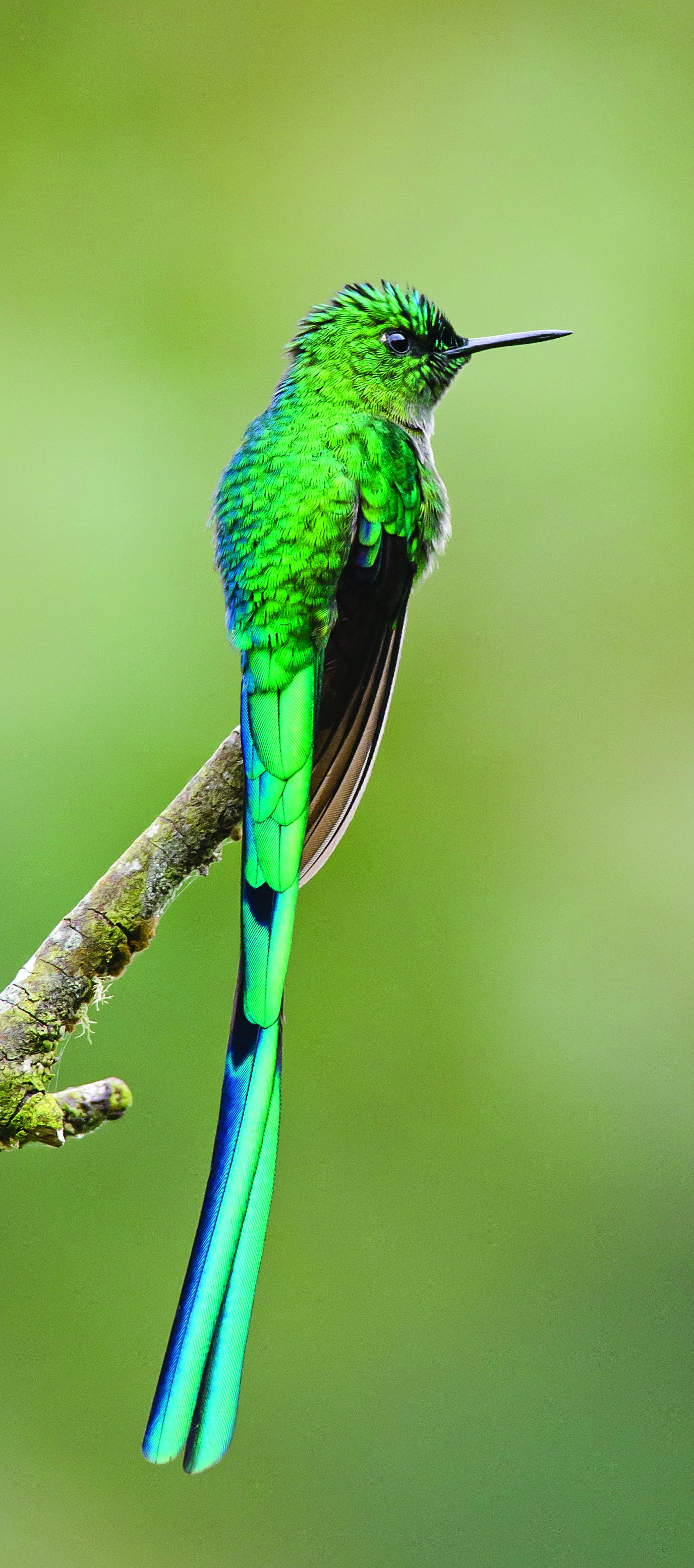
Самець королівського колібрі-сильфа

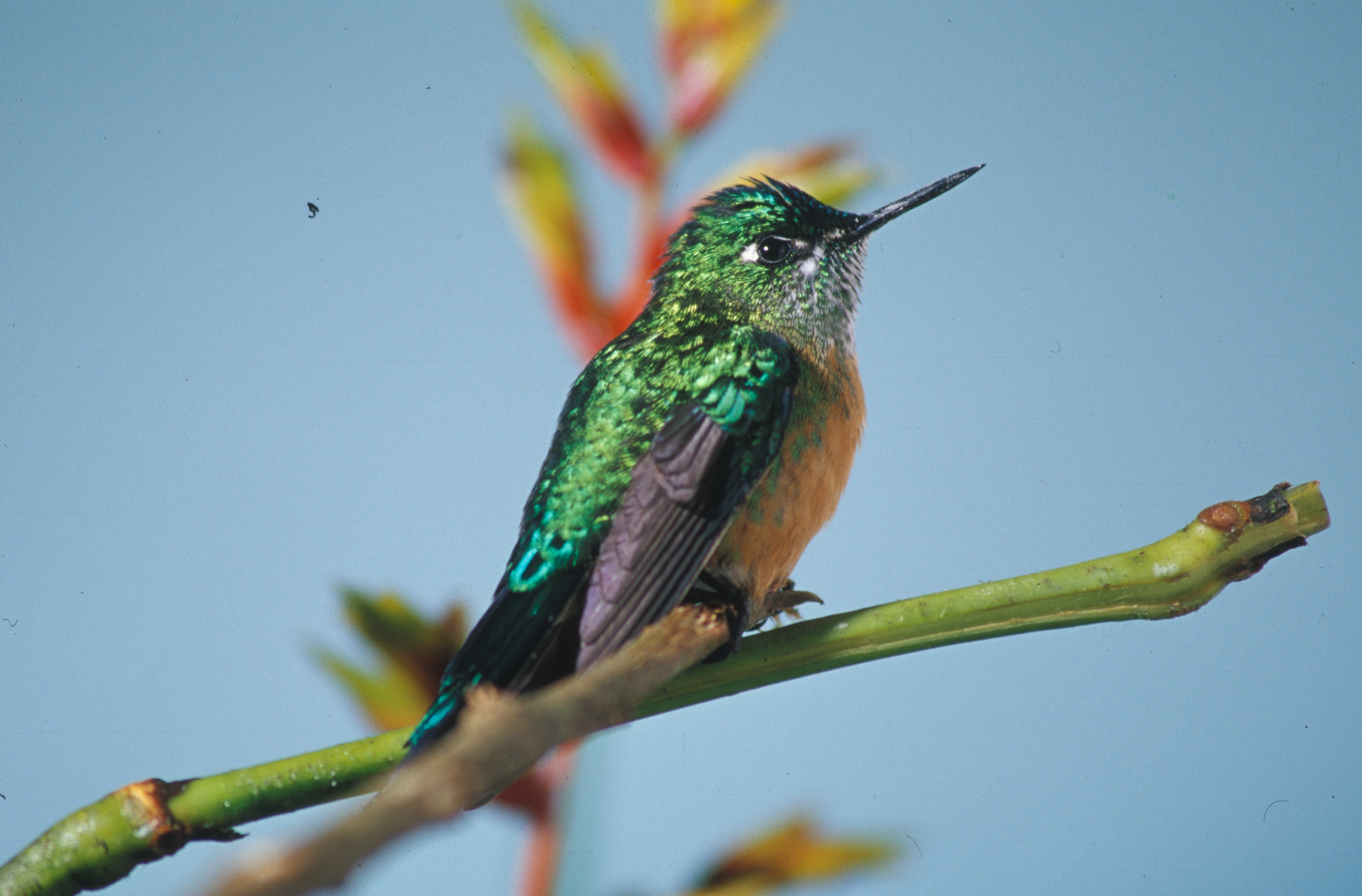
Самиця королівського колібрі-сильфа

Довжина самців становить 16-19 см, враховуючи видовжені крайні стернові пера, які досягають 12 см, вага 5-6 г. Довжина самиць становить 9,7-11,7 см, вага 4,5-4,7 г.
У самців номінативного підвиду верхня частина голови смарагдово-зелена, блискуча, верхня частина тіла бронзово-зелена з металевим відблиском. Горло синє або фіолетове, решта нижньої частини тіла тьмяно-зелена з оливковим відтінком. Центральні стернові пера дуже короткі, а крайні дуже видовжені. Верхня сторона хвоста синьо-зелено-фіолетова з райдужним відблиском, нижня сторона хвоста синювато-чорний. Дзьоб короткий, чорний.
У самиць номінативного підвиду верхня частина тіла така ж, як у самців. Хвіст у них короткий, дещо роздвоєний, крайні стернові пера темно-сині з широкими білими кінчиками. Голова зелена з металевим відблиском, на скронях білі смуги. Горло біле або охристе, поцятковане зеленими плямками. Нижня частина тіла світло-коричнювата.
У самців підвиду A. k. margarethae верхня частина тіла блідіша, ніж у представників номінативного підвиду. У самців підвиду A. k. caudatus синя пляма на горлі відсутня. У представників підвиду A. k. emmae дзьоб довший, ніж у представників номінативного підвиду. Самці цього підвиду мають блідіше, менш яскраве зелене забарвлення, горло у них яскраво-зелене. У самиць цього підвиду горло біле, більш поцятковане зеленими плямами. У самців підвиду A. k. mocoa верхня частина тіла більш блискуча, ніж у представників номінативного підвиду, горло у них сапфірово-синє або пурпурове. У самців підвиду A. k. smaragdinus хвіст коротший, горло у них зеленувато-синє. У самиць цього підвиду верхня частина тіла бронзово-зелена, тім'я більш синьо-зелене, спина має каштановий відтінок.

## Підвиди
Виділяють шість підвидів:
- A. k. margarethae (Heine, 1863) — гори Кордильєра-де-Мерида і Прибережний хребет на півночі Венесуели;
- A. k. caudatus (Berlepsch, 1893) — Анди на півночі Колумбії і гори Сьєрра-де-Періха на кордоні Колумбії і Венесуели;
- A. k. emmae (Berlepsch, 1893) — Центральний і Західний хребти Колумбійських Анд і Анди на північному заході Еквадору;
- A. k. kingii (Lesson, RP, 1832) — Східний хребет Колумбійських Анд;
- A. k. mocoa (Delattre & Bourcier, 1846) — Центральний хребет Анд на півдні Колумбії, в Еквадорі і північному Перу;
- A. k. smaragdinus (Gould, 1846) — східні схили Перуанських Анд і Болівійська Юнга[en].

## Поширення і екологія
Королівські колібрі-сильфи мешкають у Венесуелі, Колумбії, Еквадорі, Перу і Болівії. Вони живуть на узліссях гірських тропічних лісів, на галявинах, у високогірних чагарникових заростях, на високогірних луках і в садах. Зустрічаються на висоті від 900 до 3000 м над рівнем морю. Андійські популяції здійснюють сезонні висотні міграції. Представники підвиду A. k. caudatus мігрують між Колумбією і Венесуелою. Представники підвиду A. k. emmae зустрічаються на тихоокеанських схилах Анд лише під час сезону дощів, а в період з січня по квітень вони замінюються на довгохвостих колібрі-сильфів.
Королівські колібрі-сильфи живляться нектаром квітів, а також комахами, яких ловлять в польоті. Вони шукають нектар, переміщуючись за певним маршрутом, а також захищають окремі кормові території. Зазвичай птахи зависають в повітрі над квіткою, однак іноді чіплються за суцвіття лапами або "викрадають" нектар, проколюючи квітку біля основи. На більш низьких висотах королівські колібрі-сильфи шукають їжу на верхівках дерев, а в карликових лісах і на високогірних луках — ближче до землі.
Королівські колібрі-сильфи розмножуються протягом всього року, переважно з лютого по жовтень. Гніздо відносно велике, куполоподібне з бічним входом, робиться з моху і рослинних волокон, прикріплюється до гілки серед листя. В кладці 2 білих яйця. Інкубаційний період триває 15-17 днів, пташенята покидають гніздо через 21-24 дні після вилуплення.